# Jag stannar över natten
Jag stannar över natten (engelska: Ball of Fire) är en amerikansk långfilm från 1941 i regi av Howard Hawks, med Gary Cooper och Barbara Stanwyck i huvudrollerna.

## Handling
En grupp professorer bor tillsammans i New York där de skriver ett uppslagsverk om all mänsklig kunskap. De arbetar på för sig själva i ganska långsam takt, hjälpta av ett gemensamt hembiträde, men snart får de krav att arbeta på fortare. Den yngste professorn, Bertram Potts (Gary Cooper) är intresserad av slanguttryck och försöker ta hjälp av nattklubbssångerskan Sugarpuss (Barbara Stanwyck). Hon är inte intresserad från början, men efter att polisen börjat söka efter henne för att förhöra henne om hennes maffiapojkvän flyttar hon in hos professorerna.

## Rollista
- Gary Cooper - Bertram Potts
- Barbara Stanwyck - Sugarpuss O'Shea
- Oskar Homolka - Prof. Gurkakoff
- Henry Travers - Prof. Jerome
- S.Z. Sakall - Prof. Magenbruch
- Tully Marshall - Prof. Robinson
- Richard Haydn - Prof. Oddly
- Leonid Kinskey - Prof. Quintana
- Aubrey Mather - Prof. Peagram
- Allen Jenkins - sophämtaren
- Dana Andrews - Joe Lilac, gangster
- Kathleen Howard - Miss Bragg
- Mary Field - Miss Totten
- Charles Lane - Larsen
- Elisha Cook Jr. - kypare på nattklubb
- Gene Krupa med orkester medverkar som sig själva.